# Isoperla asakawae
Isoperla asakawae är en bäcksländeart som beskrevs av Kohno 1941. Isoperla asakawae ingår i släktet Isoperla och familjen rovbäcksländor. Inga underarter finns listade i Catalogue of Life.